# Randy Thom
Randy Thom (n. 21 de agosto de 1951) es un diseñador de sonido, actualmente Director de Diseño Sonoro de Skywalker Sound.

## Carrera
Su carrera comenzó cuando tuvo la oportunidad de presenciar una serie de sesiones de mezcla stereo de American Graffiti. Allí se presentó frente a Walter Murch, Ben Burtt y Mark Berger diciendo: "Hola, soy Randy. Trabajé en una estación de Radio en Berkeley, y quiero trabajar en el sonido para una película."
Fue en ese momento que Walter Murch le permitió participar en algunas sesiones posteriores de mezcla de ese film. Hizo su primer trabajo cinematográfico grabando los efectos sonoros de Apocalypse Now (1979). Luego, a partir de 1983 formó parte de los estudios Lucas Film, dentro de Skywalker Sound como diseñador y mezclador de sonido.

## Premios y distinciones
Premios Óscar
| Año  | Categoría               | Película                                   | Resultado |
| ---- | ----------------------- | ------------------------------------------ | --------- |
| 1984 | Mejor sonido            | Elegidos para la gloria                    | Ganador   |
| 1984 | Mejor sonido            | Los lobos no lloran                        | Nominado  |
| 1984 | Mejor sonido            | Star Wars: Episode VI - Return of the Jedi | Nominado  |
| 1992 | Mejor sonido            | Llamaradas                                 | Nominado  |
| 1995 | Mejor sonido            | Forrest Gump                               | Nominado  |
| 1995 | Mejor edición de sonido | Forrest Gump                               | Nominado  |
| 2001 | Mejor sonido            | Náufrago                                   | Nominado  |
| 2005 | Mejor edición de sonido | Los Increíbles                             | Ganador   |
| 2005 | Mejor edición de sonido | The Polar Express                          | Nominado  |
| 2005 | Mejor sonido            | Los Increíbles                             | Nominado  |
| 2005 | Mejor sonido            | The Polar Express                          | Nominado  |
| 2008 | Mejor edición de sonido | Ratatouille                                | Nominado  |
| 2008 | Mejor sonido            | Ratatouille                                | Nominado  |
| 2016 | Mejor sonido            | El renacido                                | Nominado  |